# 日出茶太

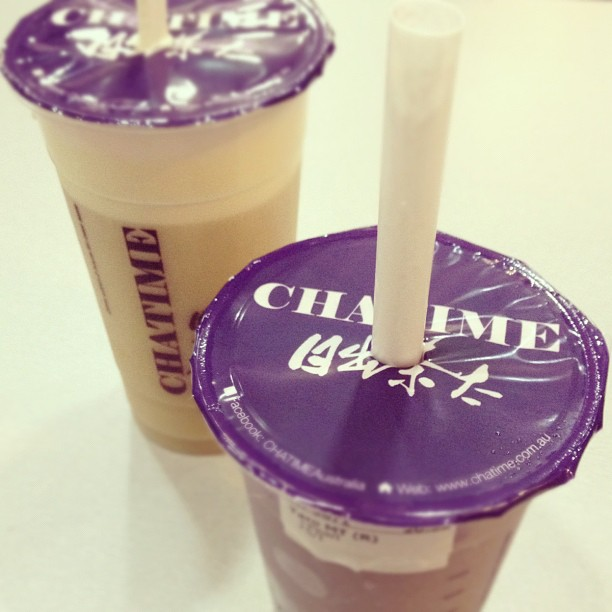
日出茶太茶饮

日出茶太（英文：Chatime），是一個發祥於臺灣新竹縣的國際連鎖手搖飲料店品牌，母公司是六角國際。
日出茶太（Chatime）的由來是Cha(茶)-喝茶的Time(時間)，為強調健康概念與精緻的台灣茶飲。2018年5月，知名市場調查公司Market Research Explore(MRE)在全球超過5個新興城市國家展開珍珠奶茶(Bubble Tea)產業市場調查，Chatime日出茶太名列全球前五大最佳珍珠奶茶品牌。2018年3月12日，日出茶太跟泰山企業合作，授權一款新鮮屋飲料《招牌烤奶》，還有其他手搖飲料品牌COMEBUY、水巷茶弄異業合作成《茶攤一條街》，在各大超商上市
。2017年7月，於馬爾地夫展店。

## 獎項
- 2015年榮獲國際品牌協會World Branding Forum年度品牌大獎Brand of the Year。
- 2018年榮獲亞洲企業商會舉辦的年度「國際創新獎」(International Innovation Awards)產品創新及「服務與解決方案」雙料大獎。

## 事件
- 台灣手搖茶業者政治表態事件

## 外部連結
- 日出茶太Chatime官方網站（中文）
- 日出茶太Chatime官方網站 （页面存档备份，存于）（英文）
- 日出茶太 - CHATIME的Facebook專頁
- Chatime官方總公司的Instagram帳戶
- YouTube上的Chatime Taiwan頻道